# Şebnem Ferah
Şebnem Ferah (nacida el 12 de abril de 1972 en Yalova, Turquía) es una cantante turca y compositora de canciones. Ella fue la vocalista del grupo femenino de hard rock Volvox hasta 1994, después de lo cual ella inició su exitosa carrera como solista. Su estilo de música abarca desde el pop rock hasta el hard rock entre sus álbumes se nota su progreso con tintes de sonido más hard rock.

## Vida y carrera
Şebnem Ferah nació el 12 de abril de 1972 en Yalova, Turquía ya que sus padres eran inmigrantes de Macedonia del Norte. Ella primero tomó clases de solfeo e instrumentos debido a que su padre también era maestro. Ella creció escuchando las canciones folklóricas de su padre tocadas con mandolina y piano.
Ella tuvo su primera guitarra cuando estaba en el primer año de bachillerato, tomó clases acústicas. En el segundo año ella y sus amigos formaron la banda Pegasus. El grupo tuvo su primera experiencia en el escenario en el festival de Bursa en 1987 después de lo cual Pegasus se disolvió. En 1988 ella y sus cuatro amigos decidieron formar Volvox el cual fue llamado así después de que se encontrara el microorganismo volvox en una sesión de biología.
Después de graduarse del bachillerato ella fue a la Middle East Technical University estudiando economía y se mudó a Ankara con su hermana, durante este tiempo ella conoce a Özlem Tekin, que se había convertido en una famosa cantante pop rock en Turquía y esta se unió a Volvox. Volvox llevaba más de año y medio sin ensayar debido a que sus integrantes se encontraban muy lejos unos de los otros excepto Şebnem y Özlem viviendo en Estambul. En el segundo año de universidad, Şebnem cambió su mente acerca de ser economista así que se salió y se fue a Estambul donde tomó clases de inglés y Literatura en la Universidad de Estambul. Por dos años se presentó en bares con Volvox hasta 1994 fecha en que se disolvió.
Un cambio importante en la carrera musical Şebnem se produjo cuando una de las grabaciones de Volvox se presentase en la radio y la televisión turca.
Fue observada por Sezen Aksu y Onno Tunc, dos importantes figuras de la música turca, y posteriormente se convirtió en un vocalista para Sezen Aksu.
Ella lanzó su primer álbum solista llamado: Kadin en 1996, a partir de ahí ha lanzado 5 discos totalmente de estudio y uno en vivo, en 2005 lanzando su álbum Can Kırıklarısoft roc con el cual marco su regreso al hard rock después de sus experimentos con el soft rock.
Ahora ella es vista ahora como la líder del rock turco y una de las más admiradas cantantes en Turquía. Además de componer su música y sus lyricas de todas sus canciones en sus álbumes, ella ocasionalmente canta y coverea algunas canciones de su estilo y calidad de voz como Amy Lee y Skin.

## Integrantes
El actual Grupo de Şebnem consiste en: 
- Buket Doran (Bajo)
- Metin Türkcan (Guitarra eléctrica)
- Aykan İlkan (Percusión)
- Ozan Tügen (Teclado)

## Discografía
- Kadın (1996)
- Artık Kısa Cümleler Kuruyorum (1999)
- Perdeler (2001)
- Kelimeler Yetse (2003)
- Can Kırıkları (2005)
- 10 Mart 2007 İstanbul Konseri (2007)
- Benim Adım Orman (2009)
- Od (2013)